# Rodolphe Lindt
Rodolphe Lindt, né à Berne le 16 juillet 1855 et mort le 20 février 1909 dans la même ville, à l'âge de 53 ans, est un chocolatier suisse, inventeur du procédé du conchage. 

## Biographie
Fils de Johann Rudolf Lindt, il suit son apprentissage de chocolatier à Lausanne chez Charles-Amédée Kohler, avec qui il projette de créer une fabrique à Berne.
C'est  finalement seul qu'il fondera son entreprise en 1879. Elle sera rachetée par l'entreprise zurichoise Sprüngli en 1899 pour devenir Lindt & Sprüngli.